# Lac Santeetlah
Le lac Santeetlah est un lac de barrage situé dans le comté de Graham en Caroline du Nord. Il a été créé en 1928 par l'entreprise Alcoa qui a endigué la rivière Cheoah pour alimenter une usine hydro-électrique.

## Traduction
- (en) Cet article est partiellement ou en totalité issu de l’article de Wikipédia en anglais intitulé « Lake Santeetlah » (voir la liste des auteurs).